# Rhian Edmunds
Rhian Edmunds, née le 4 avril 2003 à Newport, est une coureuse cycliste britannique, originaire du Pays de Galles. Elle est spécialiste des épreuves de vitesse sur piste.

## Biographie
En 2021, Rhian Edmunds devient championne de Grande-Bretagne de vitesse juniors (moins de 19 ans). Aux championnats d'Europe juniors de cette même année, elle remporte quatre médailles en quatre épreuves : l'argent en vitesse et en vitesse par équipes (avec Jade Hopkins et Iona Moir), ainsi que le bronze sur le 500 mètres contre-la-montre et le keirin.
En 2022, à Newport, sa ville de naissance, elle est double championne de Grande-Bretagne chez les élites sur la vitesse individuelle et par équipes. En avril, avec un trio du Pays de Galles, elle se classe troisième de la vitesse par équipes lors de la manche de Coupe des nations de Glasgow.

## Palmarès sur piste

### Coupe des nations
- 2022
  - 3e de la vitesse par équipes à Glasgow
- 2025
  - 2e de la vitesse par équipes à Konya

### Jeux du Commonwealth
| Édition / Épreuve | Vitesse par équipes |
| Birmingham 2022   | Bronze              |

### Championnats d'Europe
| Épreuve / Édition        | 500 mètres | Kilomètre | Keirin | Vitesse individuelle | Vitesse par équipes |
| Apeldoorn 2021 (juniors) | Bronze     |           | Bronze | Argent               | Argent              |
| Anadia 2023 (espoirs)    |            |           | 4e     |                      | Or                  |
| Cottbus 2024 (espoirs)   |            |           | 7e     | Bronze               | Or                  |
| Heusden-Zolder 2025      |            |           | Argent | Argent               | Argent              |
| Anadia 2025 (espoirs)    |            | Argent    | Argent | Bronze               | Argent              |

### Championnats de Grande-Bretagne
- 2021
  -  Championne de Grande-Bretagne de vitesse juniors
- 2022
  -  Championne de Grande-Bretagne de vitesse
  -  Championne de Grande-Bretagne de vitesse par équipes
- 2025
  -  Championne de Grande-Bretagne de vitesse par équipes